# Bakula Rinpoché
Pour les articles homonymes, voir Bakula.
Kushok Bakula Rinpoché connu comme Bakula Rinpoché (Tib. : སྐུཤོག་བ་ཀུ་ལ་རིན་པོ་ཆེ།) est le maître spirituel du monastère de Spituk au Ladakh. Il est une émanation d'Amitabha et fut l'un des 16 disciples (Arhat) du Bouddha. Le nombre des Arhats est parfois amené à 18 (Dharamatala et Heshang sont rajoutés), ce qui est le cas pour les représentations au Ladakh. Il est connu dans les textes tibétains sous le nom de Naytan Chagchö (Wylie : gNas brtan phyag mchod).

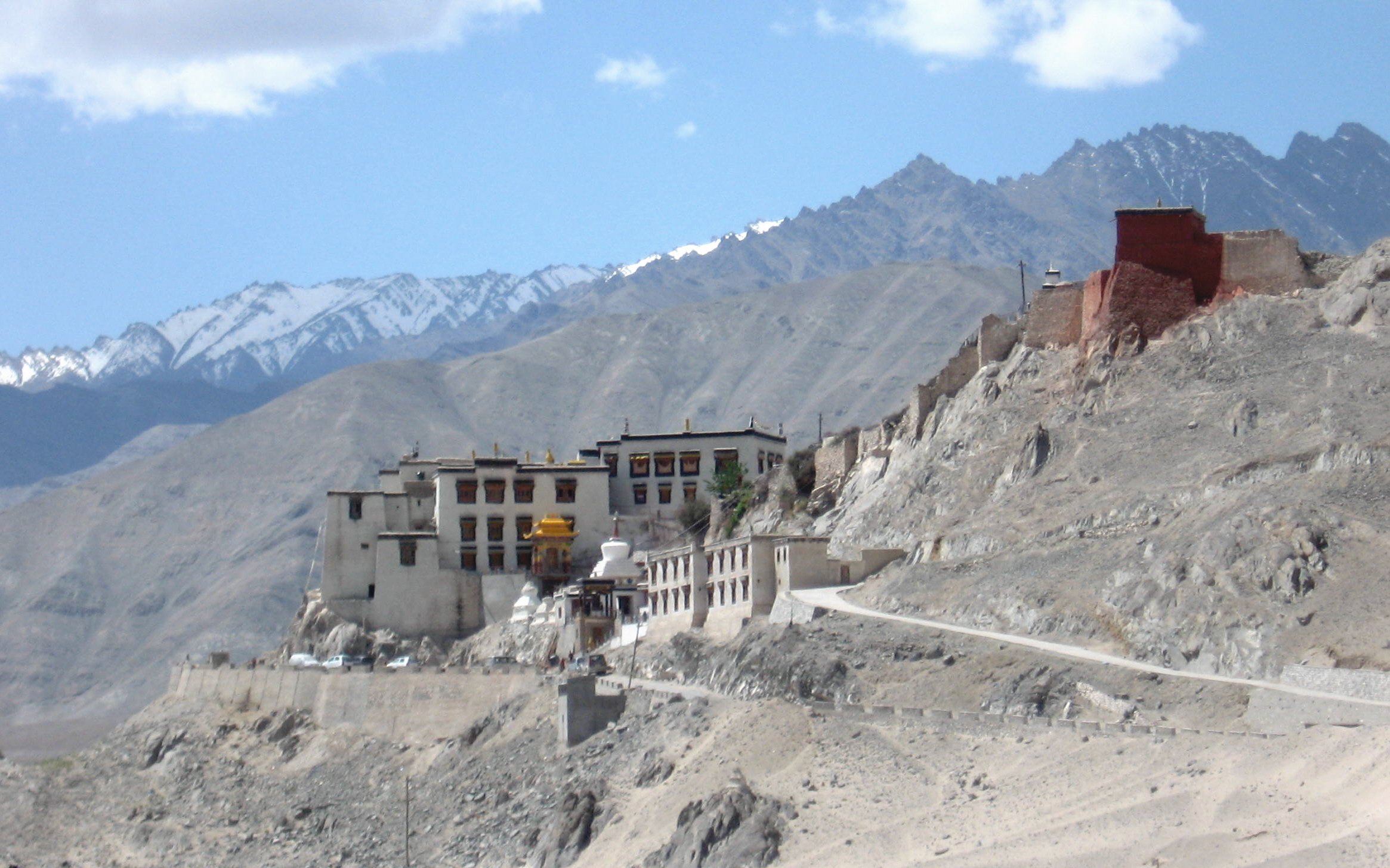
Spituk

## Nom
Il y a deux explications distinctes de son nom.
Selon les chroniques tibétaines, après avoir renoncé à tous les conforts mondaine qu'il a utilisé l'herbe Bakula dans sa vie quotidienne, en particulier comme un tapis de salon et couchage.
Le Manorathapurani et la version Pali du Milindapanha soutient qu'il est né à Kaushambi dans la famille d'un ministre et a été avalé par un poisson dans la rivière Yamuna qui a ensuite été attrapé par un pêcheur. Le pêcheur l'a vendu à une autre femme de ministre, […] l'enfant a été trouvé indemne et vivant. La femme du ministre l'a adopté. Toutefois, un différend avec ses parents naturels, au sujet de savoir qui doit prendre soin de lui a été résolue par le roi, qui a jugé que les deux familles doivent en avoir la garde. Ainsi, il est connu comme Dva Kula (deux familles).

## Incarnations
- 2e Incarnation de Kushok Bakula Rinpoché – Tilopa

La seconde incarnation de Bakula est le Mahasiddha Indien Tilopa (ཏི་ལོ་པ, Ti lo pa) qui a diffusé la doctrine bouddhiste. Il est le maître principal de Naropa et à la source de la lignée Kagyu.
- 3e Incarnation de Kushok Bakula Rinpoché – Luipa

La troisième incarnation de Bakula est un autre Mahasiddha de l'Inde, Luipa (Laa wa pa). Il quitta son royaume du Shri Lanka et voyagea sur l'Île de Pamban, où il devint moine.
- 4e Incarnation de Kushok Bakula Rinpoché

La quatrième incarnation était un roi. Il apparait dans le livre religieux 'Kadam Buchos'.
- 5e Incarnation de Kushok Bakula Rinpoché

La cinquième incarnation était Aryasura (Lopon Pawo, sLob dpon dpa' bo), un disciple de Nagarjuna (Gonbo Ludup, mGon po klu grub).
- 6e Incarnation de Kushok Bakula Rinpoché

La sixième incarnation était Gyalwa Chogyangs, (rGyal ba mchog dbyangs), un des 35 disciples de Lopon Padma.
- 7e Incarnation de Kushok Bakula Rinpoché

La septième incarnation était Ratna Udam (Nyamet Rinchen Chondus, mNyam med rin chen brtson 'grus), disciple de Kasdup Kyungpo, (mKhas grub 'khyung po).
- 8e Incarnation de Kushok Bakula Rinpoché

La huitième incarnation était Yeshe Dzin, maître d'enseignement du roi Gedun Bang.
- 9e Incarnation de Kushok Bakula Rinpoché

Rinchen Zangpo, 954 - 1055.
- 10e Incarnation de Kushok Bakula Rinpoché

La dixième incarnation était Geshe Chagpa Thrichog de la tradition Kadampa.
- 11e Incarnation de Kushok Bakula Rinpoché

Rechung Dorjé Drakpa (Rechungpa) (1083/4–1161), disciple de Milarépa.
- 12e Incarnation de Kushok Bakula Rinpoché

Sthavira Lodros Choskyong était le disciple principal de Khedrup Rinpoché.
- 13e Incarnation de Kushok Bakula Rinpoché

Drupchen Choskyi Dorje (Mahasiddha Dharmavajra) était l'élève de Basco Chokyi Gyaltsen (Dharmadhvaja).
- 14e Incarnation de Kushok Bakula Rinpoché

Lobzang Jinpa (Sumatidana) était le disciple principal de Lobsang Palden Yeshe, le 6e panchen-lama.
- 15e Incarnation de Kushok Bakula Rinpoché

Yongdzin Yeshe Gyaltsen était le tuteur de Jamphel Gyatso, le 8e Dalai Lama.
- 16e Incarnation de Kushok Bakula Rinpoché

Jetsun Ngawang Jampek Yeshe Gyatso, abbé de Loseling.
- 17e Incarnation de Kushok Bakula Rinpoché

Kongchog Rangdrol Nyima a été la première incarnation a apparaitre au Ladakh, au monastère de Lamayuru.
- 18e Incarnation de Kushok Bakula Rinpoché

- 19e Kushok Bakula Rinpoché, 21 mai 1917 – 4 novembre 2003

- 20e Kushok Bakula Rinpoché, Thubstan Nawang, né le 24 novembre 2005

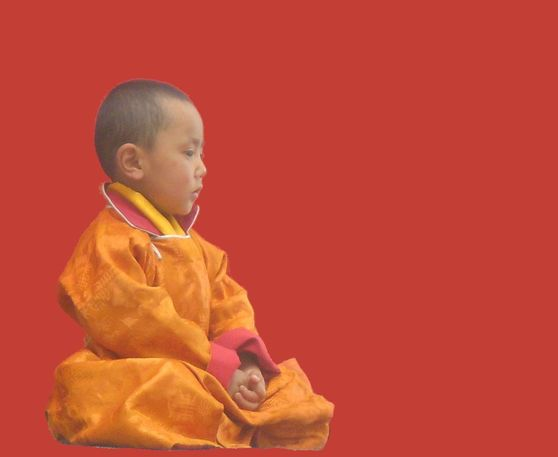
Le 20e Kushok Bakula Rinpoche
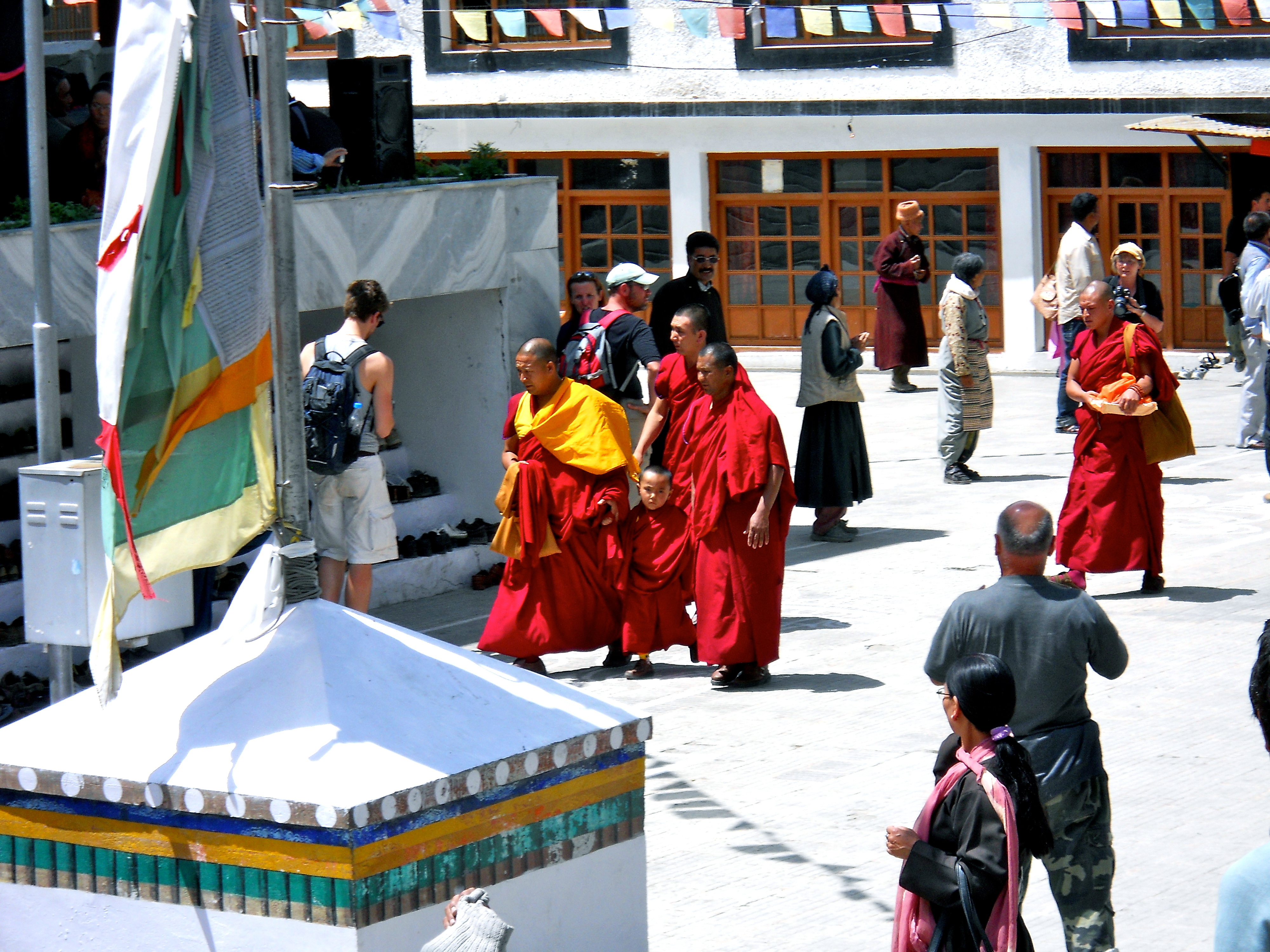
Bakula Rinpoché 2011